# Кастельчивита
Кастельчивита (итал. Castelcivita) — коммуна в Италии, располагается в регионе Кампания, в провинции Салерно.
Население составляет 2138 человек, плотность населения составляет 38 чел./км². Занимает площадь 57 км². Почтовый индекс — 84020. Телефонный код — 0828.
Покровителями коммуны почитаются святитель Николай Мирликийский, празднование 6 декабря, и святой Конон Исаврянин, празднование 3 июня.